# 부산광역시도 제23호선
부산광역시도 제23호선은 부산광역시 해운대구 좌동 좌동지하차도와 기장군 기장읍 동부리 교리삼거리를 잇는 부산광역시도이다. 본래 기점은 해운대구 중동 중동역 교차로로, 좌동로 구간이 포함되었으나 2012년 11월 28일 부산광역시도 노선 조정으로 중동역 교차로부터 좌동지하차도까지 구간은 부산광역시도 제40호선으로 변경되고 기점이 좌동지하차도로 단축되었다. 기점인 좌동지하차도부터 해운대 나들목까지 구간은 부산광역시도 제77호선과 중복된다.

## 경유 도로
- 해운대로 - 기장대로

## 주요 경유지
부산광역시
- 해운대구
- 기장군 (기장읍)

## 노선
| 구간     | 이름           | 접속 노선                                                     | 소재지                      | 소재지                                                            | 비고                                                       |
| -------- | -------------- | ------------------------------------------------------------- | --------------------------- | ----------------------------------------------------------------- | ---------------------------------------------------------- |
| 해운대로 | 좌동지하차도   | 부산광역시도 제40호선 (좌동로) 부산광역시도 제77호선 (장산로) | 부산광역시                  | 해운대구                                                          | 부산광역시도 제77호선과 중복                               |
| 해운대로 | 송정터널       |                                                               | 부산광역시                  | 해운대구                                                          | 부산광역시도 제77호선과 중복 연장 410m                     |
| 해운대로 | (달맞이교)     | 부산광역시도 제4007호선 (달맞이길)                            | 부산광역시                  | 해운대구                                                          | 부산광역시도 제77호선과 중복                               |
| 해운대로 | 송정어귀삼거리 | 송정광어골로                                                  | 부산광역시                  | 해운대구                                                          | 부산광역시도 제77호선과 중복                               |
| 해운대로 | 송정삼거리     | 부산광역시도 제2301호선 (송정중앙로)                          | 부산광역시                  | 해운대구                                                          | 부산광역시도 제77호선과 중복                               |
| 해운대로 | 송정역         |                                                               | 부산광역시                  | 해운대구                                                          | 부산광역시도 제77호선과 중복                               |
| 해운대로 | 송정1호교      |                                                               | 부산광역시                  | 해운대구                                                          | 부산광역시도 제77호선과 중복                               |
| 기장대로 | 기장군         | 기장읍                                                        |                             |                                                                   | 부산광역시도 제77호선과 중복                               |
| 기장대로 | 기장군         | 기장읍                                                        | (동부산 나들목 하부)        | 동부산관광로                                                      | 부산광역시도 제77호선과 중복 동부산 나들목으로 진출입 불가 |
| 기장대로 | 기장군         | 기장읍                                                        | (이름 없음)                 | 소정안길                                                          | 부산광역시도 제77호선과 중복                               |
| 기장대로 | 기장군         | 기장읍                                                        | 내리교                      |                                                                   | 부산광역시도 제77호선과 중복                               |
| 기장대로 | 기장군         | 기장읍                                                        | 해운대 나들목 (기장 교차로) | 65호선 동해고속도로                                               | 부산광역시도 제77호선과 중복                               |
| 기장대로 | 기장군         | 기장읍                                                        | 연화육교 교차로             | 부산광역시도 제2303호선 (청연로) 차성로                           |                                                            |
| 기장대로 | 기장군         | 기장읍                                                        | 연화과선교                  |                                                                   |                                                            |
| 기장대로 | 기장군         | 기장읍                                                        | 청강사거리                  | 부산광역시도 제2304호선 (대변로) 부산광역시도 제2305호선 (대청로) |                                                            |
| 기장대로 | 기장군         | 기장읍                                                        | 죽성사거리                  | 죽성로 차성남로 청강로                                            |                                                            |
| 기장대로 | 기장군         | 기장읍                                                        | 기장군청 신천교             |                                                                   |                                                            |
| 기장대로 | 기장군         | 기장읍                                                        | 교리삼거리                  | 국도 제14호선 부산광역시도 제91호선 (반송로) (기장대로)           |                                                            |